# Semavi Özgür
Semavi Özgür (* 6. Februar 1982 in Bulgarien) ist ein türkischer Fußballspieler.

## Karriere
Özgür begann seine Profikarriere beim türkischen Verein Kocaelispor. Anschließend war er mehrere Saisons für den MKE Ankaragücü tätig, bevor er für ein halbes Jahr bei Manisaspor spielte.
Anfang 2011 wechselte Özgür zu Çaykur Rizespor, wo er jedoch nur einige Monate blieb. Zur Saison 2011/12 wechselte er zu TKİ Tavşanlı Linyitspor und verpasste in der TFF 1. Lig kaum ein Spiel.
Im Sommer 2012 wechselte er schließlich zum Drittligisten Alanyaspor.